# Banda Calypso ao Vivo (álbum de 2003)
Ao Vivo (também conhecido como Ao Vivo em São Paulo) é o segundo álbum ao vivo e primeiro em vídeo do grupo musical brasileiro Banda Calypso, lançado nos formatos DVD em 29 de novembro de 2003 e CD em 26 de julho de 2004 de forma independente. Foi gravado em 27 de agosto de 2003 na casa de shows Patativa, em São Paulo. A direção artística e musical do projeto é assinada pelo guitarrista Ximbinha; o repertório conta com sucessos do catálogo anterior da banda.
A divulgação do projeto deu-se através de apresentações ao vivo em programas de televisão como Sabadaço e Falando Francamente, além de uma turnê baseada no show do registro, que teve início em novembro de 2003 e se estendeu até julho de 2004. À época em que a banda encerrou a turnê, a vocalista Joelma estava grávida de quase nove meses de sua primeira filha com Ximbinha, que nasceu no mesmo mês.
O projeto obteve um desempenho comercial favorável, sendo certificado com diamante pelas vendas do DVD, além de figurar entre os CDs e DVDs mais vendidos no ranking da revista Época. A versão em DVD do registro vendeu mais de 500 mil cópias. O jornal Folha de S.Paulo elegeu Ao Vivo como um dos "50 álbuns que formaram identidade musical brasileira dos anos 2000".

## Lançamento e promoção
Numa entrevista para a revista Sucesso, o guitarrista Ximbinha disse que o registro não estava previsto para ser lançado em 2003, mas foi antecipado após muitos pedidos dos fãs. Ao Vivo foi liberado primeiramente em DVD no dia 29 de novembro de 2003, enquanto sua versão em CD chegou às lojas em 26 de julho de 2004. Para promover o álbum, a banda embarcou em uma turnê baseada no show do registro, que teve início em novembro de 2003 e se estendeu até julho de 2004. À época em que a banda encerrou a turnê, a vocalista Joelma estava grávida de quase nove meses de sua primeira filha com Ximbinha, que nasceu no mesmo mês. Na televisão, a divulgação do projeto se deu em programas como Sabadaço e Falando Francamente.

## Lista de faixas
| Ao Vivo — Edição em DVD |                                                                             |                                                            |         |  |
| N.º                     | Título                                                                      | Compositor(es)                                             | Duração |  |
| 1.                      | "Abertura"                                                                  |                                                            | 2:01    |  |
| 2.                      | "Temporal"                                                                  | Brizola                                                    | 2:48    |  |
| 3.                      | "Chamo por Você"                                                            | Alberto Moreno                                             | 3:49    |  |
| 4.                      | "Me Telefona"                                                               | Márcio Fly                                                 | 3:09    |  |
| 5.                      | "Príncipe Encantado"                                                        | Marquinhos Maraial Beto Caju                               | 3:46    |  |
| 6.                      | "Dançando Calypso"                                                          | Josiel Carvalho Carla Maués                                | 3:07    |  |
| 7.                      | "Deusa da Paixão"                                                           | Nilk Oliveira Jofre Martins                                | 3:43    |  |
| 8.                      | "Solidão"                                                                   | Tonny Brasil Tarcísio França                               | 3:34    |  |
| 9.                      | "Não Faz Sentido"                                                           | Tonny Brasil                                               | 3:35    |  |
| 10.                     | "Pot-Pourri 1" ("Amor nas Estrelas" / "Anjo do Prazer" / "Estrela Dourada") | Edilson Morenno Nilk Oliveira Marquinhos Maraial Beto Caju | 6:23    |  |
| 11.                     | "Mil e uma Noites"                                                          | Jomasan                                                    | 3:16    |  |
| 12.                     | "Desfaz as Malas"                                                           | Brizola                                                    | 3:44    |  |
| 13.                     | "Maridos e Esposas"                                                         | Chrystian Lima Ivo Lima                                    | 4:07    |  |
| 14.                     | "Como uma Virgem"                                                           | Chrystian Lima Ivo Lima                                    | 5:04    |  |
| 15.                     | "Fórmula Mágica"                                                            | Tonny Brasil                                               | 3:49    |  |
| 16.                     | "Choro por Você"                                                            | Tonny Brasil                                               | 3:11    |  |
| 17.                     | "Esperando por Você"                                                        | Tonny Brasil                                               | 3:48    |  |
| 18.                     | "Cúmbia do Amor"                                                            | Tonny Brasil                                               | 2:47    |  |
| 19.                     | "Dudu"                                                                      | Tonny Brasil                                               | 3:52    |  |
| 20.                     | "Cheiro do Pará"                                                            | Kim Marques Edilson Morenno                                | 2:38    |  |
| 21.                     | "Sem Medo de Falar"                                                         | Tarcísio França Aldo Luis                                  | 2:58    |  |
| 22.                     | "Pot-Pourri 2" ("Odalisca" / "Gringo Lindo" / "Vendaval")                   | Edilson Morenno Mário Sena Adilson Ribeiro                 | 7:53    |  |
| Duração total:          | Duração total:                                                              | Duração total:                                             | 1:23:03 |  |

| Ao Vivo — Edição em CD |                                                         |                                            |         |  |
| N.º                    | Título                                                  | Compositor(es)                             | Duração |  |
| 1.                     | "Abertura"                                              |                                            | 2:01    |  |
| 2.                     | "Temporal"                                              | Brizola                                    | 2:47    |  |
| 3.                     | "Chamo por Você"                                        | Alberto Moreno                             | 3:49    |  |
| 4.                     | "Me Telefona"                                           | Márcio Fly                                 | 3:09    |  |
| 5.                     | "Príncipe Encantado"                                    | Marquinhos Maraial Beto Caju               | 3:47    |  |
| 6.                     | "Dançando Calypso"                                      | Josiel Carvalho Carla Maués                | 3:06    |  |
| 7.                     | "Deusa da Paixão"                                       | Nilk Oliveira Jofre Martins                | 3:43    |  |
| 8.                     | "Solidão"                                               | Tonny Brasil Tarcísio França               | 3:34    |  |
| 9.                     | "Não Faz Sentido"                                       | Tonny Brasil                               | 3:37    |  |
| 10.                    | "Desfaz as Malas"                                       | Brizola                                    | 3:26    |  |
| 11.                    | "Maridos e Esposas"                                     | Chrystian Lima Ivo Lima                    | 4:25    |  |
| 12.                    | "Como uma Virgem"                                       | Chrystian Lima Ivo Lima                    | 5:02    |  |
| 13.                    | "Fórmula Mágica"                                        | Tonny Brasil                               | 3:49    |  |
| 14.                    | "Choro por Você"                                        | Tonny Brasil                               | 3:10    |  |
| 15.                    | "Esperando por Você"                                    | Tonny Brasil                               | 3:48    |  |
| 16.                    | "Cúmbia do Amor"                                        | Tonny Brasil                               | 2:47    |  |
| 17.                    | "Dudu"                                                  | Tonny Brasil                               | 3:51    |  |
| 18.                    | "Cheiro do Pará"                                        | Kim Marques Edilson Morenno                | 2:38    |  |
| 19.                    | "Sem Medo de Falar"                                     | Tarcísio França Aldo Luis                  | 3:10    |  |
| 20.                    | "Pot-Pourri" ("Odalisca" / "Gringo Lindo" / "Vendaval") | Edilson Morenno Mário Sena Adilson Ribeiro | 7:48    |  |
| Duração total:         | Duração total:                                          | Duração total:                             | 1:13:21 |  |

## Equipe e colaboradores
Créditos adaptados do encarte do álbum.
Locais de gravação
- Gravado ao vivo na casa de shows Patativa (São Paulo);
- Mixado e masterizado nos estúdios Gravodisc (São Paulo);

Músicos
- Joelma: vocais principais
- Ximbinha: guitarra
- Palito: baixo
- Hélio Silva: baixo
- JR: bateria
- Maceió: percussão
- Alex: teclado
- Dedê: teclado
- Marcelo Francis: saxofone
- King: trombone
- Gemerson: trompete
- Sara Cavalcanti: vocais de apoio
- Juca Medalha: vocais de apoio
- Bena: vocais de apoio
- Kim Marques: vocais de apoio

Produção
- JC Shows: produtor fonográfico
- Calypso Produções: produção executiva, iluminação
- Ximbinha: direção artística, direção musical, arranjos, repertório, finalização
- Pedro Mota: produtor
- Júnior Fook: produção de palco
- Marco Brandão: dançarino, figurino
- Thaís: dançarina
- Débora: dançarina
- Ricardo: dançarino
- Frank: dançarino
- Joelma: coreografia
- Edjane: assistente de camarim
- Debi: roadie
- Pirata: apoio
- Da Lua: técnico de palco
- Pepe: técnico de PA
- Bomba: técnico de iluminação
- Rafael: auxiliar de iluminação
- Magal: motorista
- Sorrizal: motorista
- Edilson: motorista
- Pincel: motorista
- Reis: cenário
- Matuto: cenário
- Toyota: cenário
- Naldinho: cenário
- Humberto: cenário
- Ronaldo Mendes: direção (Calypso Produções)
- Joselma Mendes: secretária (Calypso Produções)
- G. Moura: fotos
- Mauro Filho: direção de arte, projeto gráfico, design de telas e menus
- Denise Paixão: assessoria gráfica e fotolitos
- Jotaeme: unidade móvel de vídeo digital
- Milton Urcioli Júnior: produtor (Jotaeme)
- Paulo Martins: direção (Jotaeme), direção de making-of
- William Ricardo: coordenador (Jotaeme)
- Eduardo Pereira Dantas (Dudu): edição e pós-produção
- Carlos Alberto Pereira de Carvalho: supervisor
- Alexandre Nóbrega Sobrinho: técnico
- Daniel Paulo dos Santos: diretor de TV
- Catita: operador de vídeo
- Everaldo (Bartira): operador de VT
- João Carlos: operador de câmera
- Queiros da Luz: operador de câmera
- Júlio Calipo: operador de câmera
- Luis Carlos Cury: operador de câmera
- Marcão: operador de câmera
- Ricardinho: operador de câmera
- Marcos Macambira: operador de câmera
- Márcio Sanches Coso: projeção
- Wesley Rossini: projeção
- André: assistente
- Edson Ribeiro: assistente
- Fabiano Torres Bonato (Binho): assistente
- Régis Samuel: assistente
- Audiomobile: unidade móvel de áudio
- Luiz Leme: engenharia de gravação
- Ernani Napolitano: auxiliar
- Cairo Pach: auxiliar
- Egídio Conde: supervisão técnica
- Elcio Alvarez Filho: engenharia de mixagem, masterização
- André Malaquias: assistente de mixagem
- Tony Dragan: autoração de DVD (Estúdio de Cinema)

## Desempenho comercial
O projeto foi certificado com diamante pelas 100 mil cópias vendidas de sua versão em DVD. O projeto estreou na parada musical da revista Época na semana de 13 a 19 de julho de 2005, estando em oitavo lugar na tabela de DVDs mais vendidos e na 21ª posição no ranking de CDs. A versão em DVD alcançou a quinta colocação na semana compreendida entre 19 e 25 de outubro, se tornando seu pico. A posição de pico do CD foi o sexto lugar alcançado na semana de 2 a 8 de novembro. Em dezembro de 2005, mais de 384 mil cópias do DVD já haviam sido comercializadas. Em 2008, as vendas do DVD já passavam das 500 mil cópias.
| País — Tabela musical (2005) | Posição de pico |
| ---------------------------- | --------------- |
| Brasil (Época)               | 6               |
| Brasil (Época) DVD           | 5               |

| Região     | Certificação | Vendas  |
| ---------- | ------------ | ------- |
| Brasil DVD | Diamante     | 500,000 |

## Histórico de lançamento
| Região | Data                   | Formato | Gravadora    | Ref.  |
| ------ | ---------------------- | ------- | ------------ | ----- |
| Várias | 29 de novembro de 2003 | DVD     | Independente | [ 9 ] |
| Várias | 26 de julho de 2004    | CD      | Independente | [ 6 ] |